# Pośrednia Kołowa Turnia
Pośrednia Kołowa Turnia (słow. Prostredná kolová veža, niem. Mittlerer Pflockseeturm, węg. Középső-Karótavi-torony) – turnia znajdująca się w środkowej części Kołowej Grani w słowackich Tatrach Wysokich. Jest środkową z trzech Kołowych Turni. Od Wielkiej Kołowej Turni na południowym wschodzie oddziela ją Pośrednia Kołowa Ławka, natomiast od Małej Kołowej Turni na północnym zachodzie oddzielona jest Skrajną Kołową Ławką.
Grań, w której położone jest wzniesienie, oddziela od siebie dwie odnogi Doliny Kołowej: Bździochową Kotlinę po stronie zachodniej i Bździochowe Korycisko po stronie wschodniej. W zachodniej ścianie Pośredniej Kołowej Turni, opadającej do Bździochowej Kotliny, wyróżnia się filar ograniczający od prawej strony żleb zbiegający spod Skrajnej Kołowej Ławki. Filar ten zatraca się w trawiastych stokach.
Na wierzchołek Pośredniej Kołowej Turni, podobnie jak na inne obiekty w Kołowej Grani, nie prowadzą żadne znakowane szlaki turystyczne. Najdogodniejsza droga dla taterników wiedzie na szczyt południową granią z Pośredniej Kołowej Ławki, nieco trudniejsze jest dojście granią północną. Wejście ścianą zachodnią jest częściowo bardzo trudne (IV w skali UIAA).
Pierwszego wejścia na turnię dokonali Alfréd Grósz i György Lingsch 26 sierpnia 1926 r.